# Dentatherina merceri
Dentatherina merceri is een straalvinnige vissensoort uit de familie van zilverflanken (Dentatherinidae). De wetenschappelijke naam van de soort is voor het eerst geldig gepubliceerd in 1983 door Patten & Ivantsoff.